# Правительство Оливье
Правительство Оливье́ — кабинет министров, правивший Францией 220 дней со 2 января по 10 августа 1870 года, в период Второй империи (2 декабря 1852 — 4 сентября 1870), в следующем составе:
- глава кабинета — хранитель печати, министр юстиции и культа — Эмиль Оливье;
- министр внутренних дел — Эжен Шевандье де Вальдром;
- министр иностранных дел — граф Наполеон Дарю;
- министр сельского хозяйства и торговли — маркиз де Талу;
- министр общественных работ — Шарль Луве;
- министр финансов — Луи Бюффе;
- министр изящных искусств — Морис Ришар;
- министр императорского двора — маршал Жан Батист Вайян;
- военный министр — маршал Эдмон Лебёф;
- морской министр и по делам колоний — адмирал Шарль Риго де Женуи;
- министр народного просвещения — Алексис Эмиль Сегри;
- министр — президент Государственного совета — Феликс Париу.